# Дільниця Х Свошовіце (Краків)
Дільниця X Свошовіце  (пол. Dzielnica X Swoszowice)– дільниця (район), допоміжна одиниця муніципалітету Кракова. До 1990 року входила до складу дільниці Подґуже. На терені дільниці X є, серед іншого масиви односімейних будинків, наприклад, Юговіце та Кліни. 26 вересня 2006 року в дільниці X Свошовіце була заснована допоміжна одиниця нижчого рівня - житловий масив Курорт Свошовіце (пол. Osiedle Uzdrowisko Swoszowice).

## Офіс уряду
вулиця Ініціативи Локальної (ul.Inicjatywy Lokalnej) 5, 30-499 Краків

## Населення
В останні роки кількість мешканців Свошовіце систематично зростає.

## Житлові масиви та звичайні міські одиниці
- Bania
- Барич (Barycz)
- Jugowice
- Kliny Borkowskie
- Kosocice
- Lusina
- Łysa Góra
- Opatkowice
- Rajsko
- Siarczana Góra
- Soboniowice
- Свошовіце (Swoszowice)
- Wróblowice
- Zbydniowice

## Межі району
- Межує з дільницею VIII на ділянці від перехрестя ul. Zawiłej з ul. Żywiecką на південний захід уздовж північно-західного боку ul. Zawiłej, тобто південно-західна межа ділянки 68 Подґуже до ul. Borkowskiej поперек ul. Zawiłej на південь по південно-західній межі ділянки 1/4(68П) до ділянки 5/2(68П) та на південний захід по південно-західній межі ділянки 5/2(68П) через ul. Borkowskiej далі на південний захід по південно-західній межі ділянки 282/3(69П) далі на південний захід по південно-східній стороні ul. Bartla, північно-східні межі ділянок 186/26(69П), 186/25(69П), 96/97(69П), 96/111(69П), 96/371(69П) через ul. Krygowskiego, Korala, Babinicza, Ketlinga, Soroki та Wicherkiewicza, далі північно-східними межами ділянок 96/223(69П) та 96/222(69П), далі на південний захід північно-західними межами ділянок 281(69П) та 96/369(69П) ) далі на південь вздовж західних меж ділянок 96/369(69П) та 96/378(69П) далі різко на північний захід вздовж північно-західної межі ділянки 308/4(86П) далі на південь та на південний захід по південно-західній межі ділянки 178(70П) ) на захід по південній межі ділянки 111/14(70П), далі повертає на південь по західній межі ділянок 58/5(70П), 58/4(70П), до траси та через трасу на південь по західних межах ділянок 58/1(70П) та 58/2(70П). Далі на південний схід по південно-західній межі ділянок 73/24(86П), 73/26(86П), 61(86П), 318(86П), далі на захід по північній стороні залізничної колії, т.з. північна межа ділянки 309/1(85П) до вul. Solówki вздовж ul. Solówki на південний захід до південно-східної межі ділянки 64(85П) далі на південний захід по південно-західній стороні ul. Solówki , тобто південно-західна межа ділянки 312(85П), до ul. Petrażyckiego, далі на схід вздовж північного боку вул. Петражицького, тобто північної межі ділянки 314(85П) та в поперек ul. Petrażyckiego на південь (між південно-східним кутом ділянки 96/1(85П) та північно-східним кутом ділянки 167/8(85П) далі на південний захід вздовж південно-східних меж ділянок: 167/ 8(85P), 167/9(85P), 167/10(85P), 167/7(85P), 166(85P), 165(85P), 164/4(85P), 163(85P) до кордон міста.
- межує з дільницею IX зі східної сторони, від південно-східного кута ділянки 17/5(90P) на південний захід уздовж південно-західної межі ділянки 17/5(90P) до західного краю ділянки 17/5(90P). ) далі на північний захід до південно-східного кута ділянки 19/1(90П) далі на північний захід по південно-західній межі ділянок 19/1(90П), 19/2(90П), 15(66П). ) до залізничної колії та через залізничну колію до південно-західної межі ділянки 64/7(66П) вздовж залізничної колії, по західній стороні залізничної колії в північно-східному напрямку, по північно-західній межі  ділянка 64/7(66П) до ul. Podmokłej, поперек ul. Podmokłej та на захід з північного боку ul. Podmokłej, далі з північного боку ul. Jugowickiej, північна межа геодезичної ділянки 67 є Подгуже до ul. Zakopiańskiej, поперек ul. Zakopiańskiej, на захід уздовж північного боку ul. Zawiłej північна межа ділянки 68 Подґуже до вul. Żywieckiej, тобто до кордону з дільницею VIII Дембники.
- Межує з дільницею XI зі сходу, від перетину межі міста з потоком Малинівка  (пол. Malinówka) в місці перетину меж між геодезичними ділянками 99 і 58 тобто Подгуже (північно-східний кут ділянки 82/27(99P), на захід до вузла Лагєвницького імені Кардинала Стефана Сапєги (пол. Węzła Łagiewnickiego im. Kard. Stefana Sapiehy) вздовж південного краю автостради, південний бік вузла Лагєвніцького імені Кардинала С. Сапеги на схід, до перехрестя автомагістралі з річкою Вільга та межі з дільницею IX Лагевники-Борек Фаленцькі.